# Họ Hoàng mộc
Họ Hoàng mộc, còn gọi là họ Hoàng liên gai (danh pháp khoa học: Berberidaceae), là một họ của khoảng 14-15 chi thực vật có hoa. Họ này thuộc bộ Mao lương (Ranunculales). Họ chứa khoảng 570-700 loài, trong đó phần lớn (khoảng 450-600 loài) thuộc về chi Berberis. Các loài trong họ là các loại cây thân gỗ, cây bụi hoặc cây thân thảo chủ yếu là thường xanh. Ở đây không dùng từ hoàng liên gai làm mục từ chính do tên gọi hoàng liên còn được dùng để chỉ các loài trong chi Coptis thuộc họ Mao lương (Ranunculaceae) cùng bộ này, rất dễ gây nhầm lẫn.

## Phân bố
Chủ yếu tại Đông Á, đông Bắc Mỹ, cũng có ở Nam Mỹ, một vài loài nói chung ở vùng ôn đới Bắc bán cầu, thưa thớt ở châu Phi.

## Phân loại
Hệ thống APG III năm 2009 (không thay đổi từ hệ thống APG năm 1998 và hệ thống APG II năm 2003) công nhận họ này và đặt nó trong bộ Ranunculales thuộc nhánh eudicots (hai lá mầm thực sự).
Trong một số hệ thống phân loại cũ thì họ Berberidaceae chỉ chứa 4 chi (Berberis, Epimedium, Mahonia, Vancouveria), còn các chi khác được xếp vào các họ khác nhau như Leonticaceae (Bongardia, Caulophyllum, Gymnospermium, Leontice), Nandinaceae (Nandina) và Podophyllaceae (Achlys, Diphylleia, Dysosma, Jeffersonia, Podophyllum, Ranzania).
Mahonia là một chi có quan hệ họ hàng rất gần với chi Berberis, và một số nhà thực vật học gộp nó vào chi Berberis. Các loài của hai chi này có thể lai ghép với nhau, với các loại cây lai ghép cũng được phân loại trong chi lai ghép × Mahoberberis.
Phân chia dưới đây dựa theo số nhiễm sắc thể x = 6, 7 hay 8/10. Do Sinopodophyllum/Dysosma có quan hệ họ hàng gần với Diphylleia hơn là với Podophyllum nên trong bài này sẽ tách riêng chúng ra để thể hiện rõ mối quan hệ phát sinh chủng loài, với Podophyllum nghĩa hẹp chỉ còn lại 1 loài là Podophyllum peltatum.
- Podophylloideae Eaton: Số nhiễm sắc thể x = 6; gồm 7-10 chi (tùy theo phân loại), 91-92 loài.
  - Achlys - 3 loài lá vani, chân hươu, ngọt ngào sau khi chết; 2 loài ở miền tây Bắc Mỹ, 1 ở Nhật Bản và bán đảo Triều Tiên.
  - Bongardia - 2 loài ở Bắc Phi, Hy Lạp, Trung Đông, Trung Á tới Pakistan.
  - Epimedium (gồm cả Vancouveria) - khoảng 64 loài dâm dương hoắc.
  - Jeffersonia (gồm cả Vindicta) - 1 loài (Jeffersonia diphylla - lá kép), ở Canaga và Mỹ. Có thể gộp cả chi Plagiorhegma.
  - Plagiorhegma - 1 loài (Plagiorhegma dubium - tiên hoàng liên ở Trung Quốc và Đông Á). Có thể gộp trong chi Jeffersonia như là Jeffersonia dubia.
  - Vancouveria (gồm cả Sculeria) - 3 loài ở miền tây Hoa Kỳ.
  - Nhóm Podophyllum: Khi Podophyllum hiểu theo nghĩa rộng sẽ bao gồm toàn bộ các chi liệt kê dưới đây, bao gồm 17-18 loài. 
    - Podophyllum - 1 loài (Podophyllum peltatum) ở đông nam Canada và đông Hoa Kỳ. Tên tiếng Anh: mayapple (táo ma), American mandrake (cà sâm độc Mỹ- không có quan hệ họ hàng gì với cà sâm độc của chi Mandragora), wild mandrake (cà sâm dại, cà gió dại), ground lemon (chanh đất).
    - Diphylleia - 3 loài sơn hà diệp. Loài điển hình Diphylleia cymosa.
    - Dysosma - 12-13 loài bát giác liên, theo tên gọi 八角莲 trong tiếng Trung. Loài điển hình: Dysosma pleiantha. Hai loài ghi nhận có ở Việt Nam là bát giác liên/cước diệp với danh pháp Podophyllum versipelle nay là Dysosma versipellis và bát giác liên (độc diệp nhất chi hoa, cước diệp, pha mỏ, độc cước liên) với danh pháp Podophyllum tonkinense nay là Dysosma tonkinense.
    - Sinopodophylum - 1 loài (Sinopodophyllum hexandrum = Podophyllum hexandrum = Podophyllum emodi = Dysosma emodi), một số tác giả như Võ Văn Chi gọi Podophyllum hexandrum là bát giác liên sáu nhị nhưng loài này không có ở Việt Nam, chỉ có ở khu vực ven Himalaya với tên gọi trong tiếng Trung của chi/loài này là quỷ cữu (鬼臼 - tức cối của quỷ) hay đào nhi thất (桃儿七).
- Nandinoideae Heintze: Số nhiễm sắc thể x = 8 (Caulophyllum và chị em) và 10 (Nandina); gồm 4 chi, 19 loài.
  - Nandina - 1 loài nam thiên trúc (Nandina domestica).
  - Caulophyllum (gồm cả Phtheirotheca) - 3 loài hồng mao thất
  - Gymnospermium - 11 loài.
  - Leontice (gồm cả Leontopetalon) - 4 loài mẫu đan (đơn) thảo, không nhầm với các loài hoa mẫu đơn (chi Paeonia, họ Paeoniaceae).
- Berberidoideae Kosteletzky: Số nhiễm sắc thể x = 7, gồm 2 chi, 624 loài.
  - Berberis (gộp cả Alloberberis, Chrysodendron, × Mahoberberis, Mahonia, Moranothamnus, Odostemon) - 623 hoàng liên gai (hoàng mù), hoàng mộc, tiểu bá, nghêu hoa, hoàng liên ô rô, thổ hoàng liên, thổ hoàng bá, thập đại công lao. Dạng cây gỗ.
  - Ranzania (gồm cả Yatabea) - 1 loài (Ranzania japonica) dạng thân thảo ở Nhật Bản.

## Phát sinh chủng loài
Nandina với chỉ 1 loài (Nandina domestica) là loài thực vật rất khác biệt, và trong quá khứ đã từng được tách ra thành họ hoặc phân họ đơn loài. Tuy nhiên, Nickol (1995) trên nền tảng hình thái học gợi ý rằng nó có quan hệ họ hàng gần với Caulophyllum, mặc dù nó được đặt ở vị trí chị-em với phần còn lại của họ trong phần lớn các cây phát sinh chủng loài tiết kiệm nhất mà ông tìm thấy. Các nghiên cứu phân tử ban đầu cũng tìm thấy mối quan hệ giữa 2 chi này, và mối quan hệ này được xác nhận trong một số nghiên cứu gần đây, ngay cả khi nếu Nandina đôi khi có xu hướng lang thang vòng quanh các cây phát sinh chủng loài này.
Ba kiểu gộp nhóm đề cập trên đây, tạo thành một tam phân (trichotomy) ở mức độ nhiều hay ít, xuất hiện trong các phân tích của Kim et al. (2004); Podophylloideae chỉ có mức độ hỗ trợ trung bình. Một số nghiên cứu năm 2007, 2009 xác nhận ba nhánh chính này, và mặc dù dộ hỗ trợ phân tử cho quan hệ chị em của nhánh [Nandinoideae + Berberidoideae] là yếu, nhưng nó mạnh lên trong các phân tích gộp cả các dữ liệu hình thái học; Hoot et al. (2015) phát hiện thấy mối quan hệ [Nandinoideae [Podophylloideae + Berberidoideae], nhưng độ hỗ trợ cũng không cao trong khi W. Wang et al. (2016) và Z.-D. Chen et al. (2016) tìm thấy mối quan hệ [Berberidoideae [Nandinoideae + Podophylloideae]].

## Thư viện ảnh

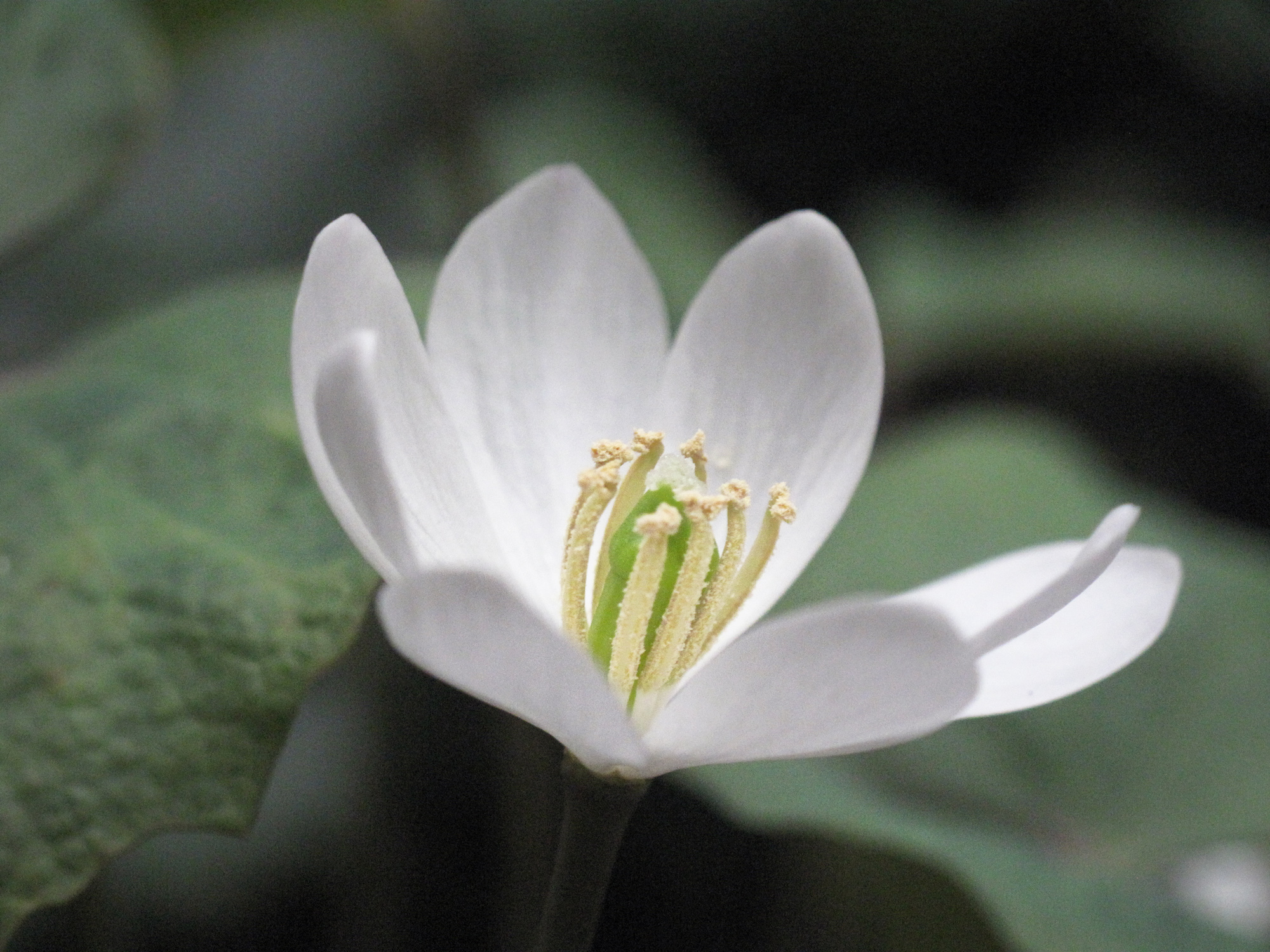
Jeffersonia diphylla
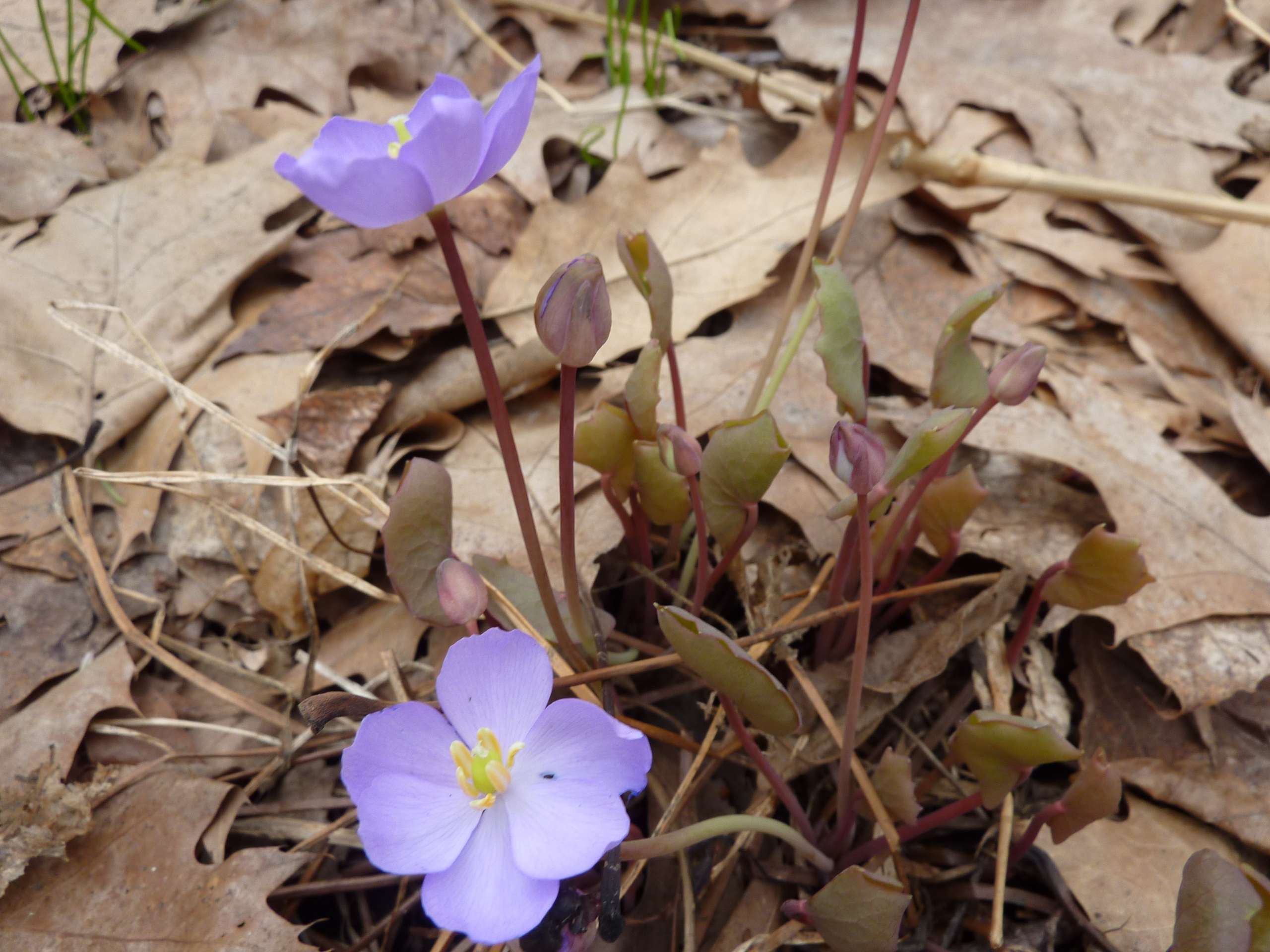
Jeffersonia dubia
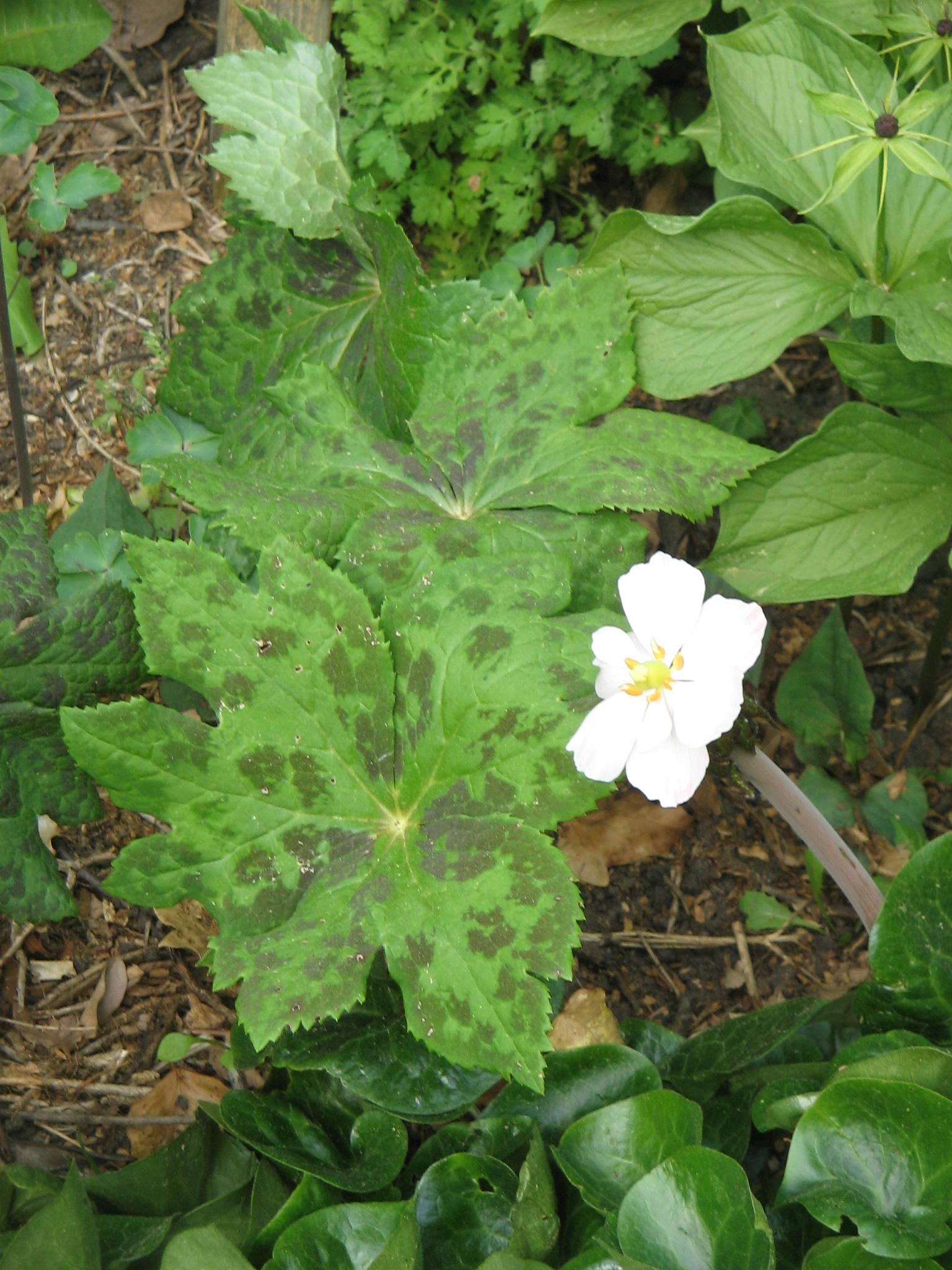
Podophyllum hexandrum
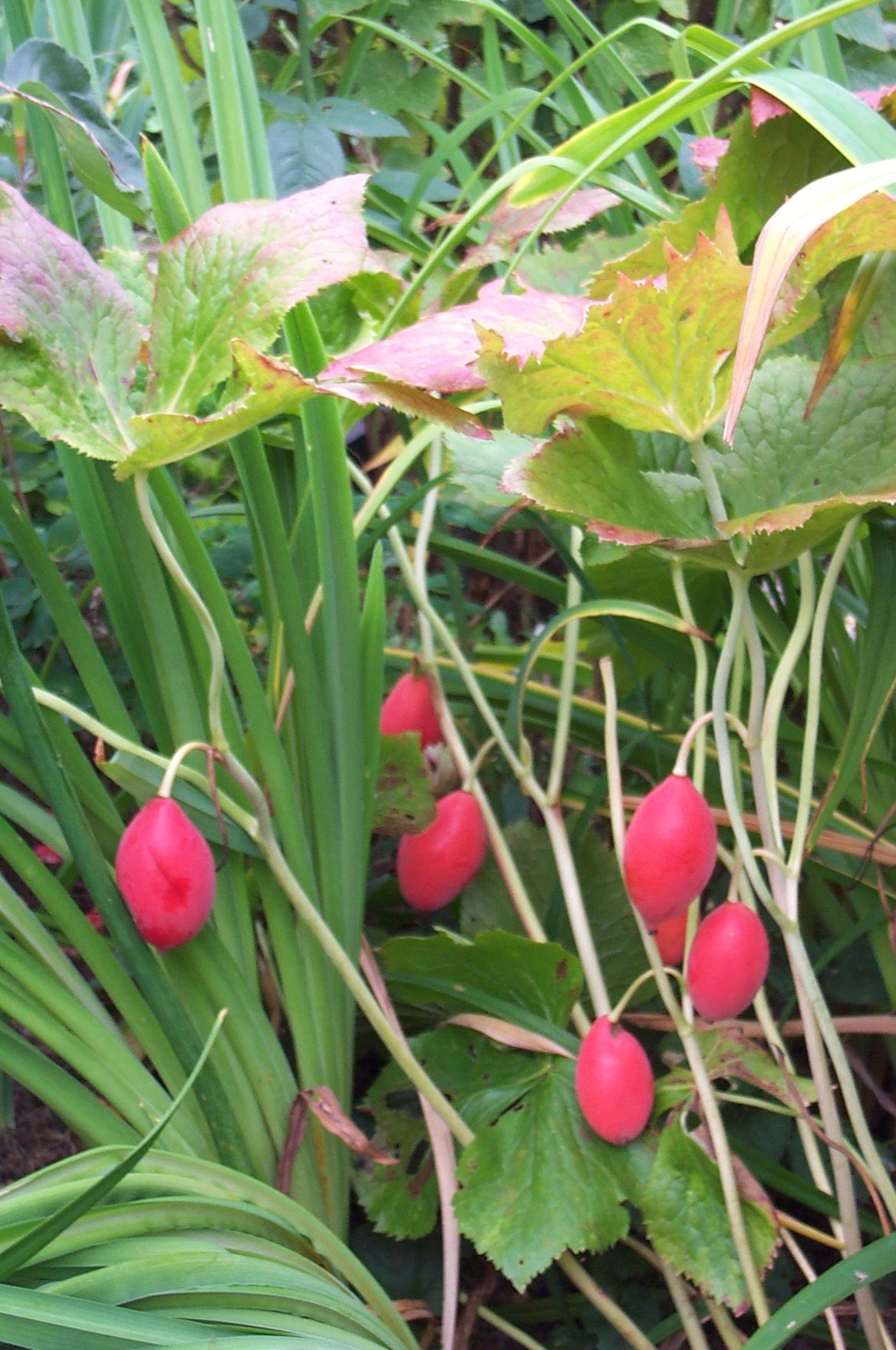
Podophyllum hexandrum
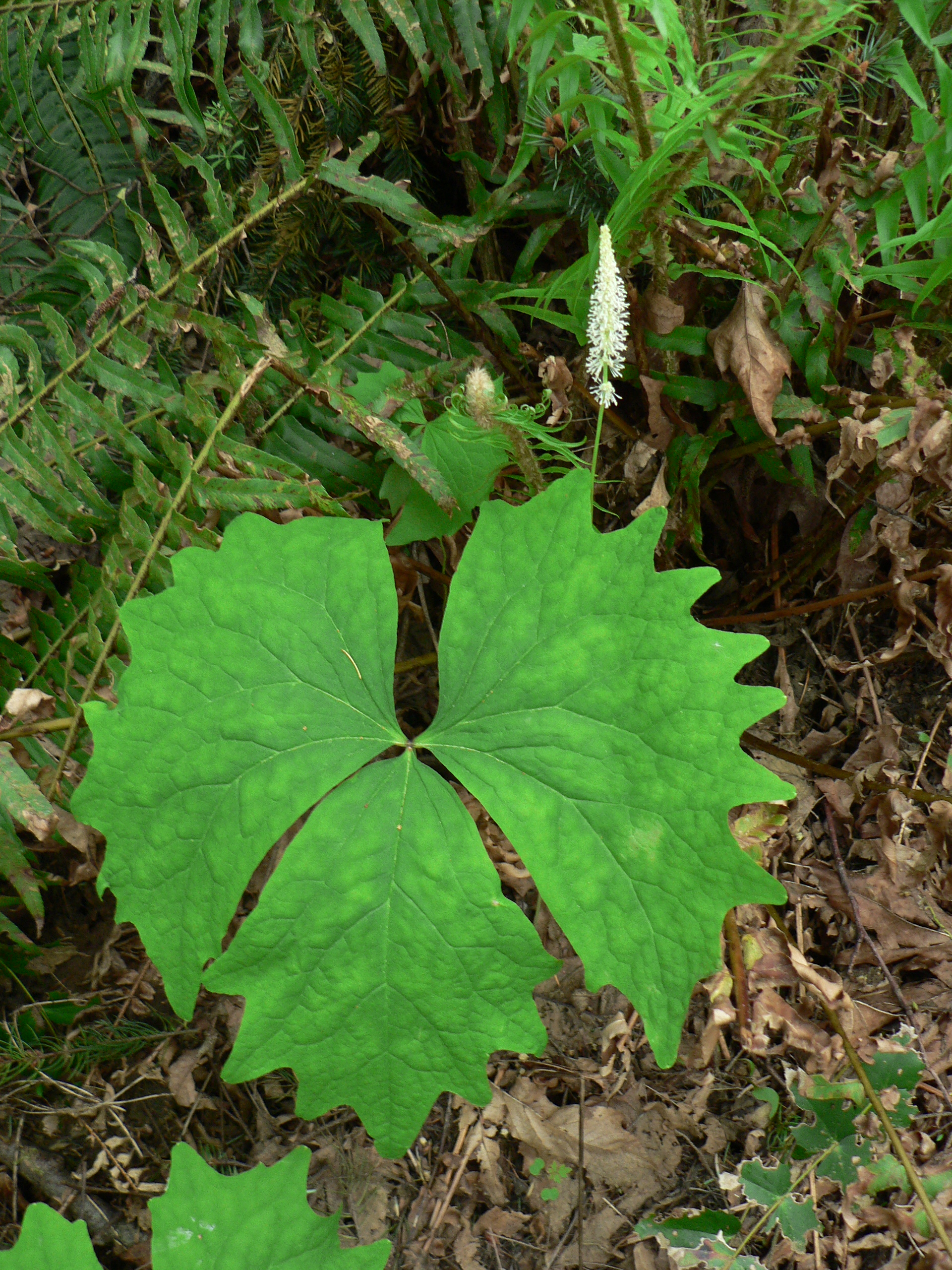
Achlys triphylla
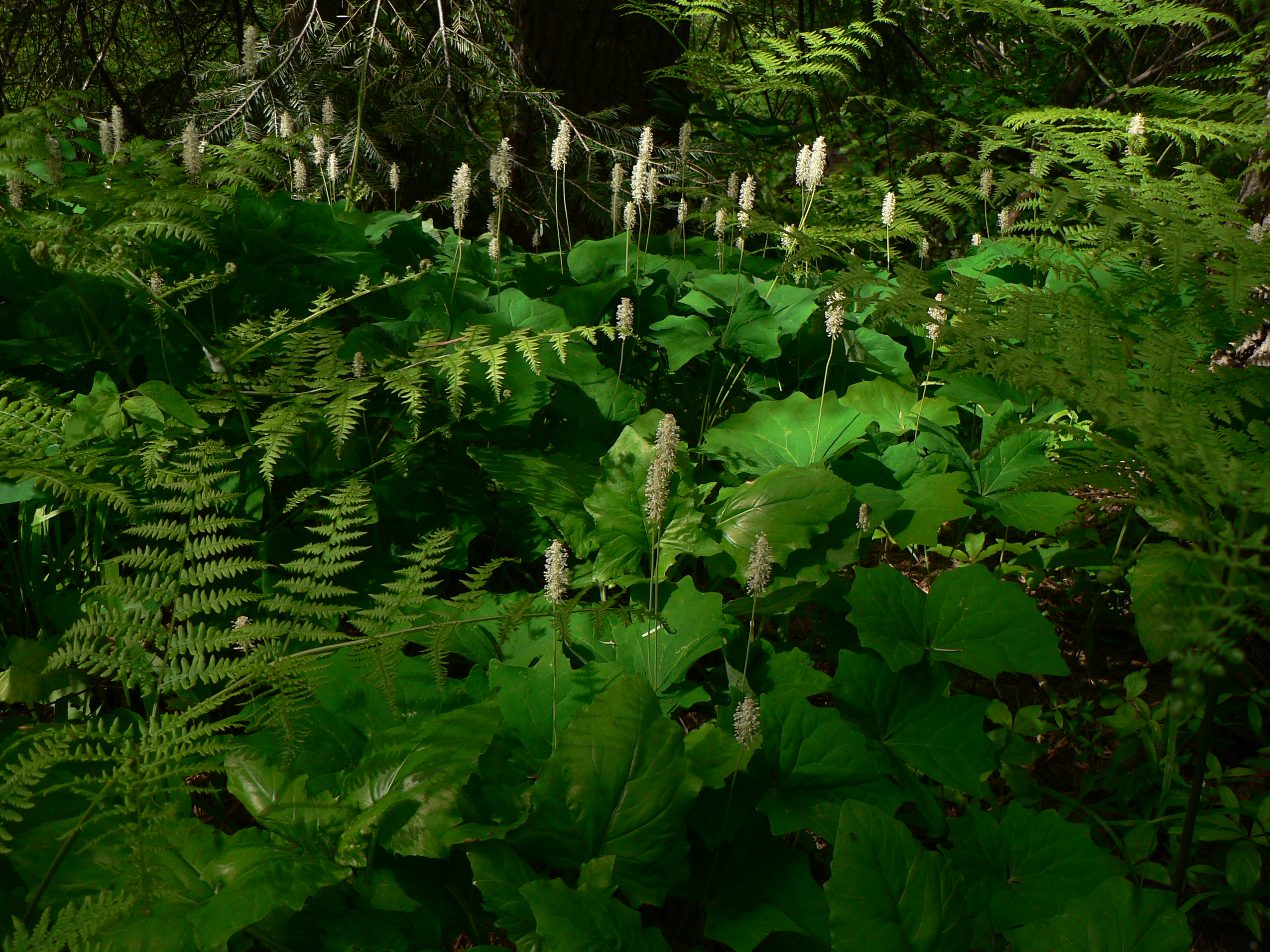
Achlys triphylla
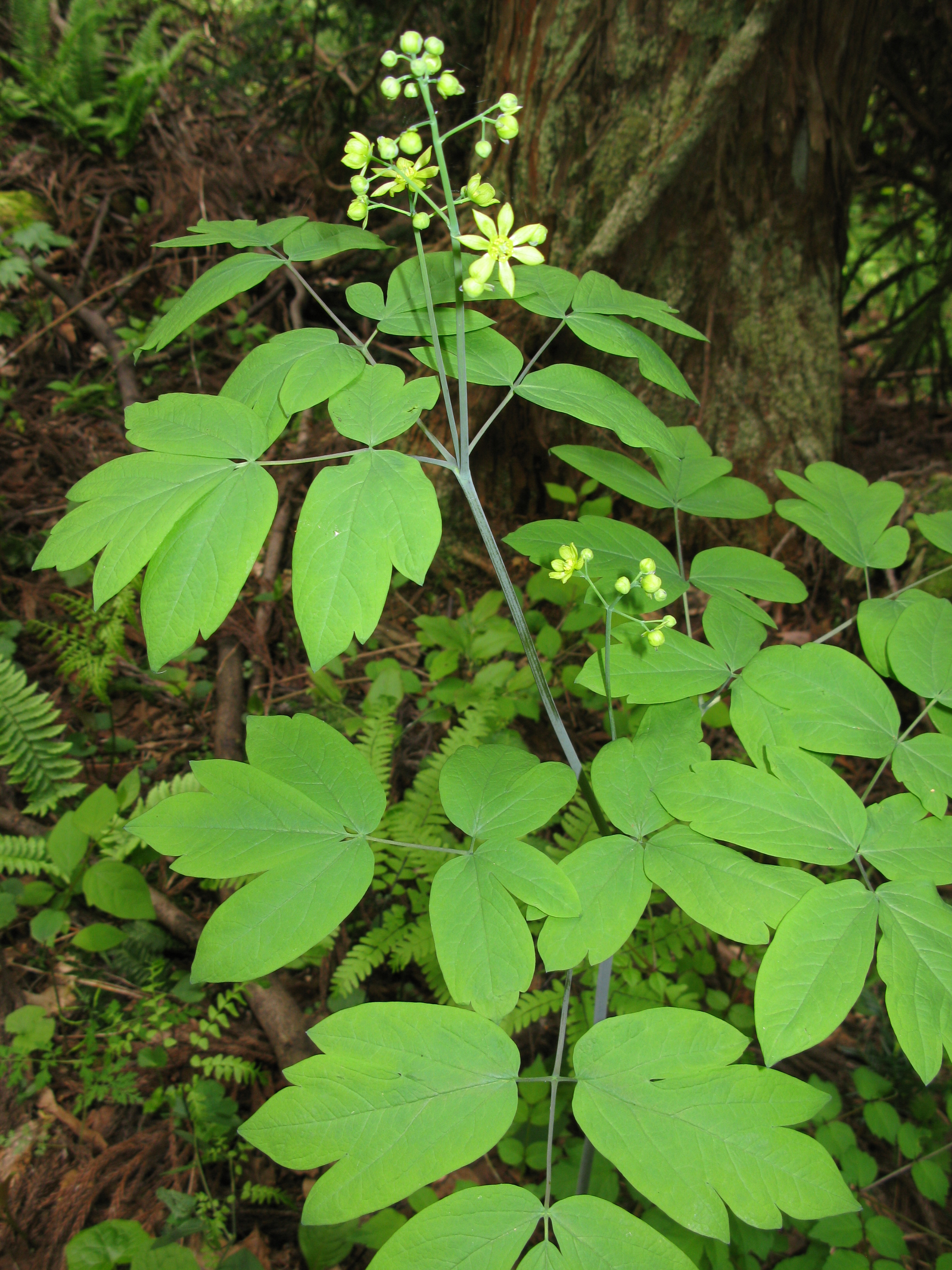
Caulophyllum robustum
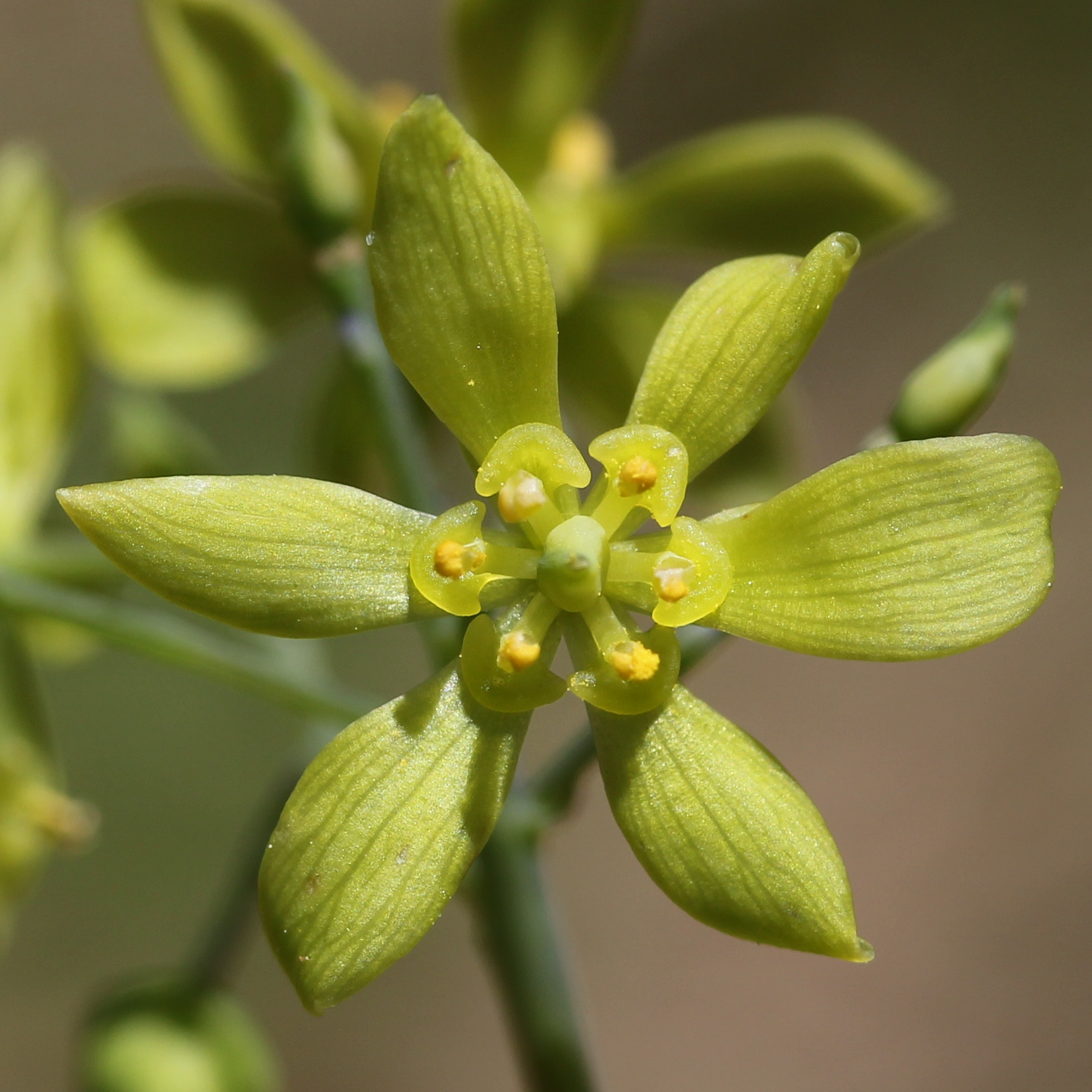
Caulophyllum robustum
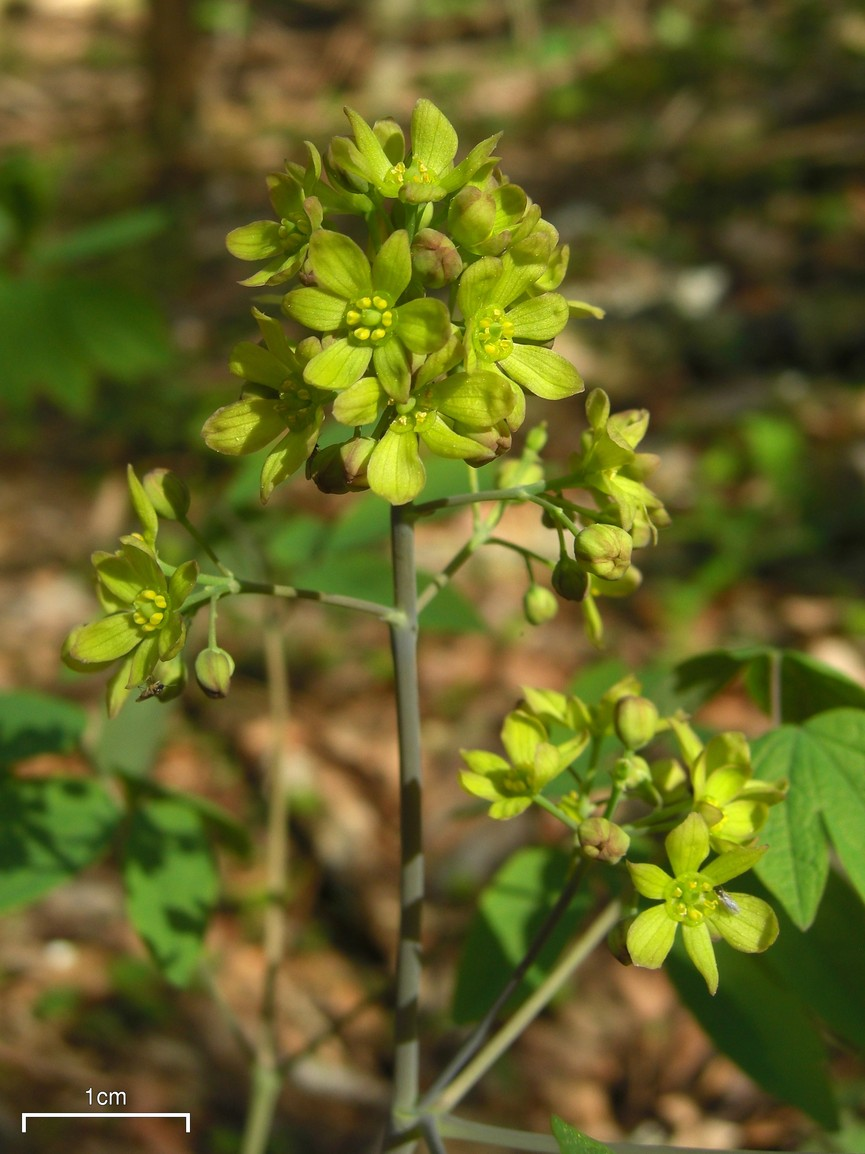
Blue Cohosh
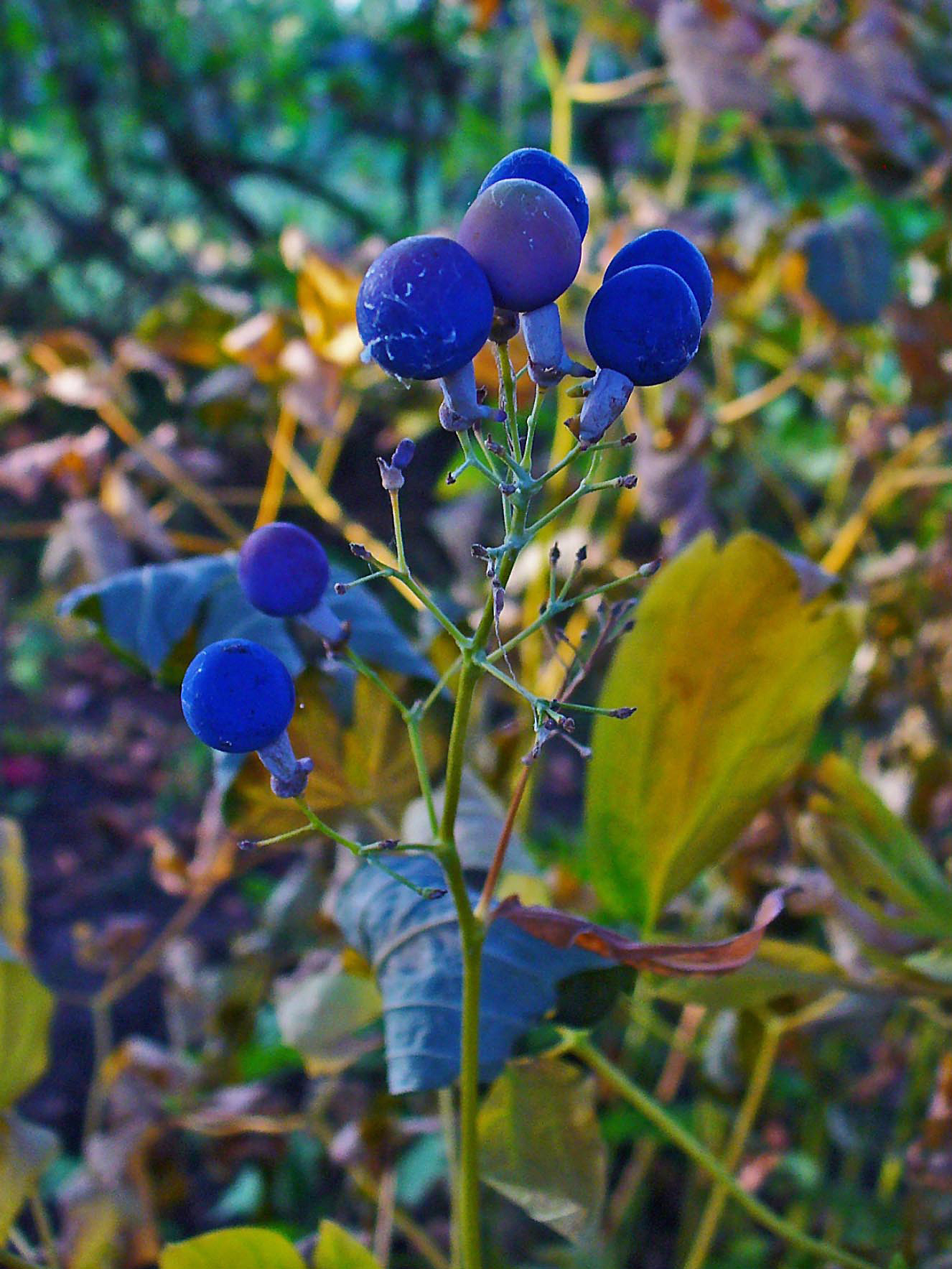
Caulophyllum thalictroides
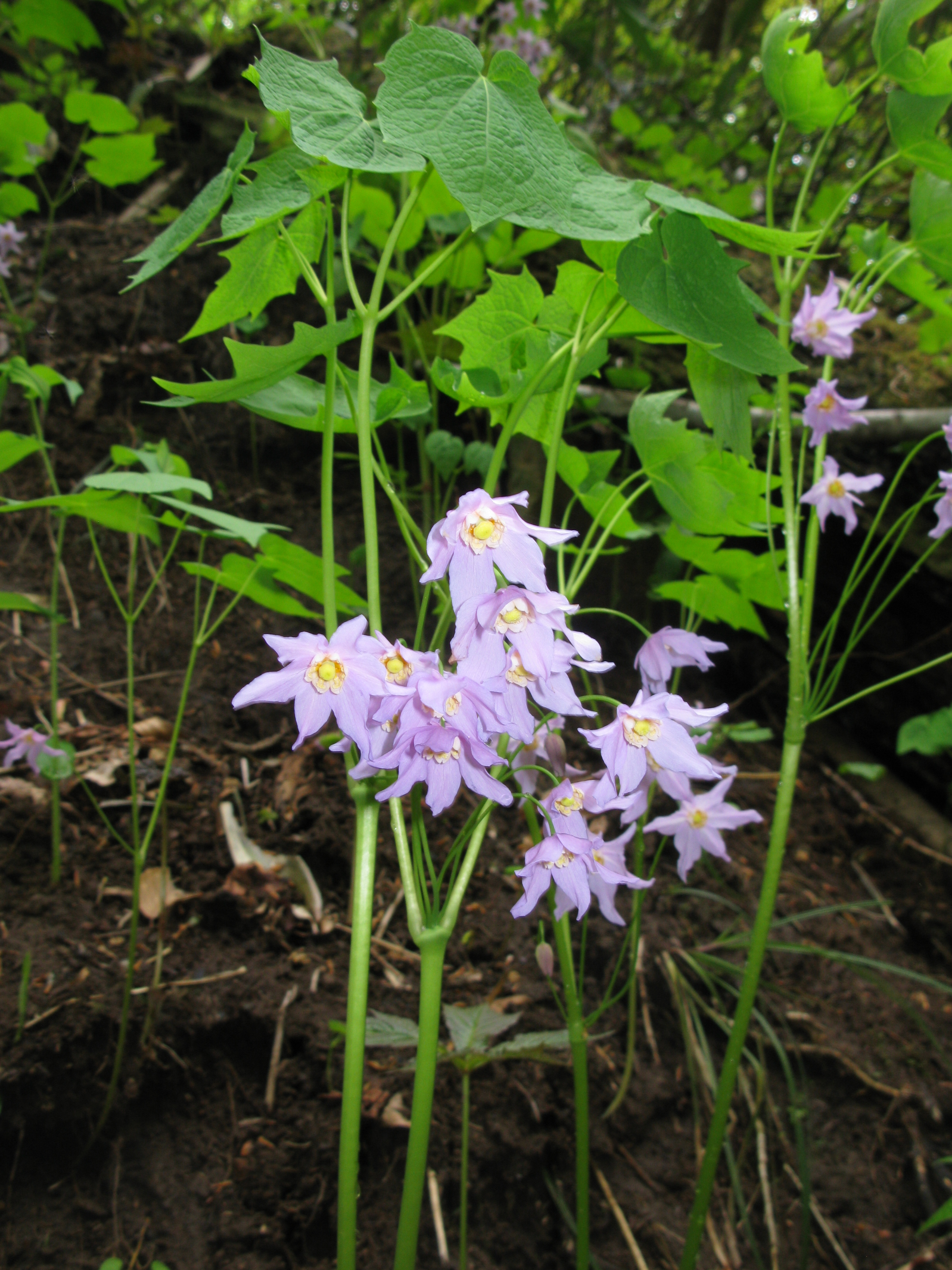
Ranzania japonica
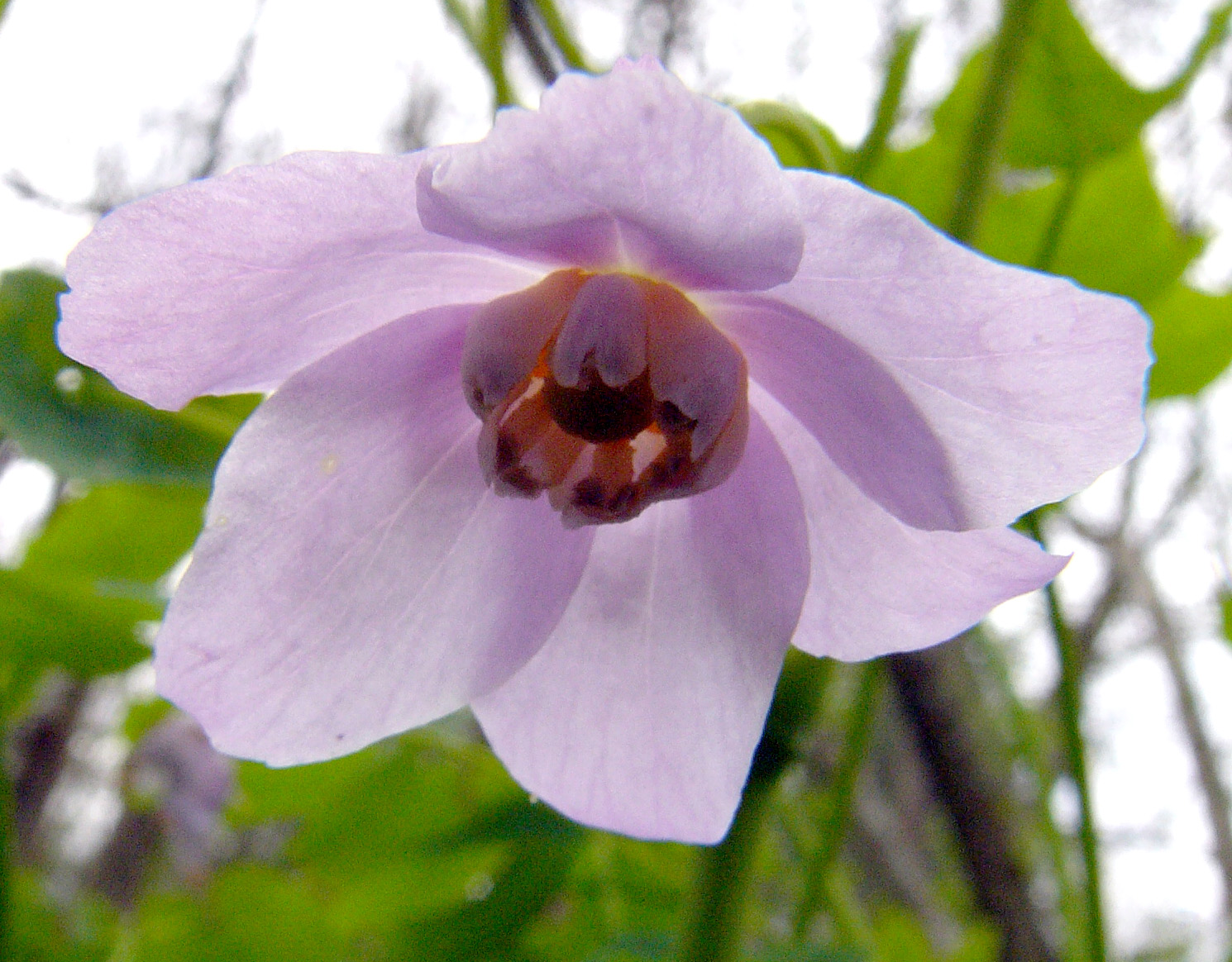
Ranzania japonica
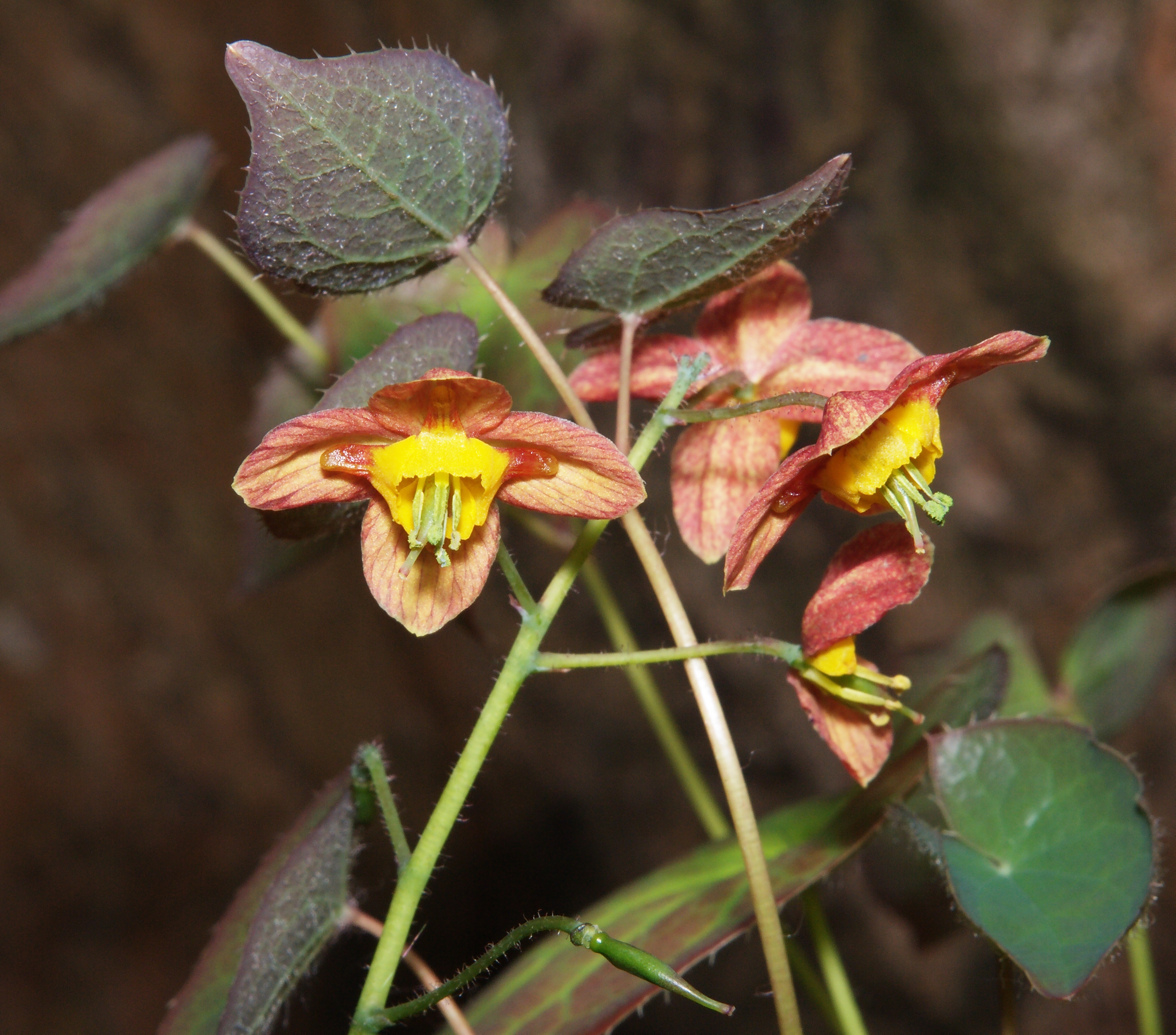
Epimedium versicolor
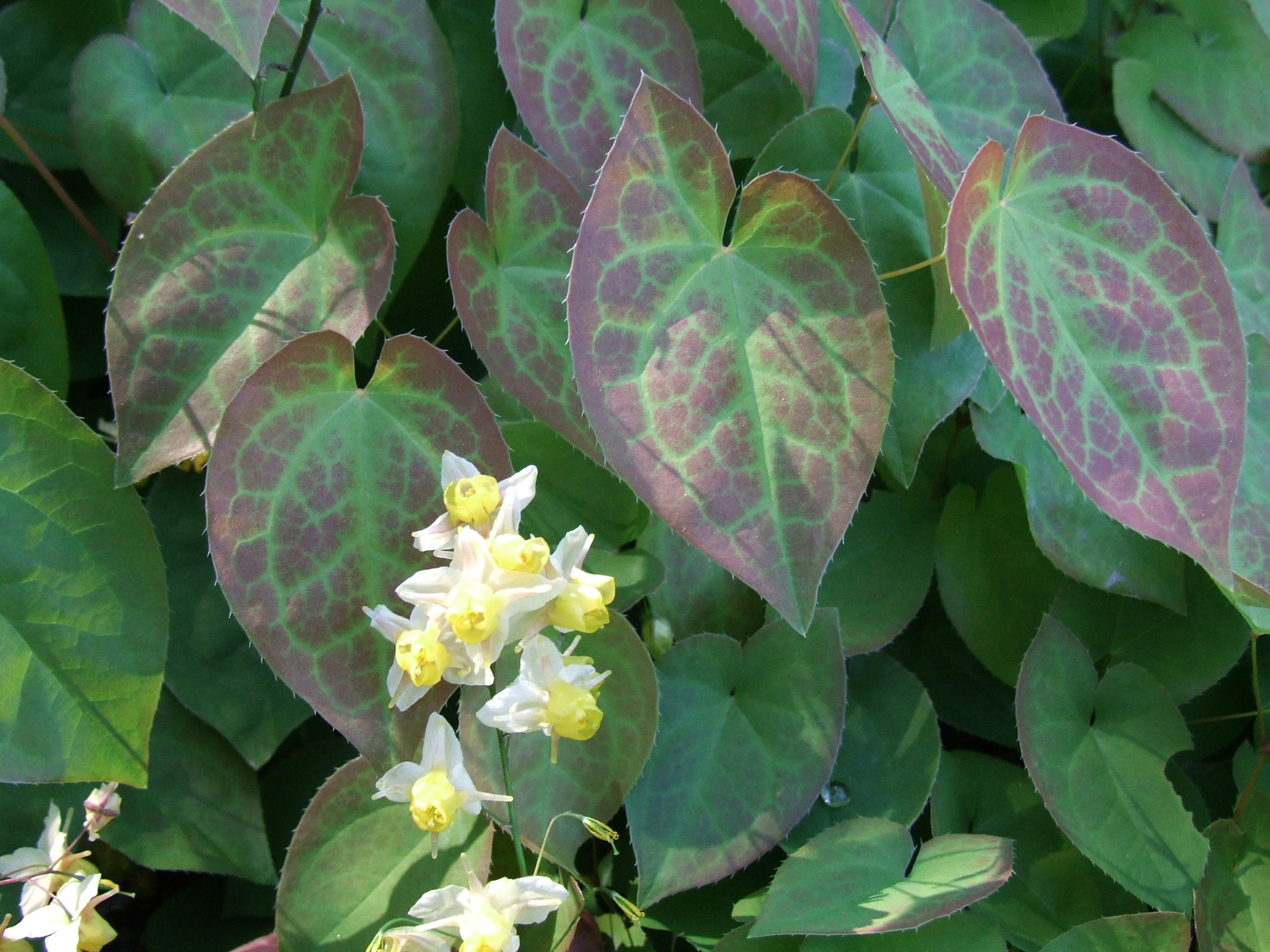
Epimedium pubigerum
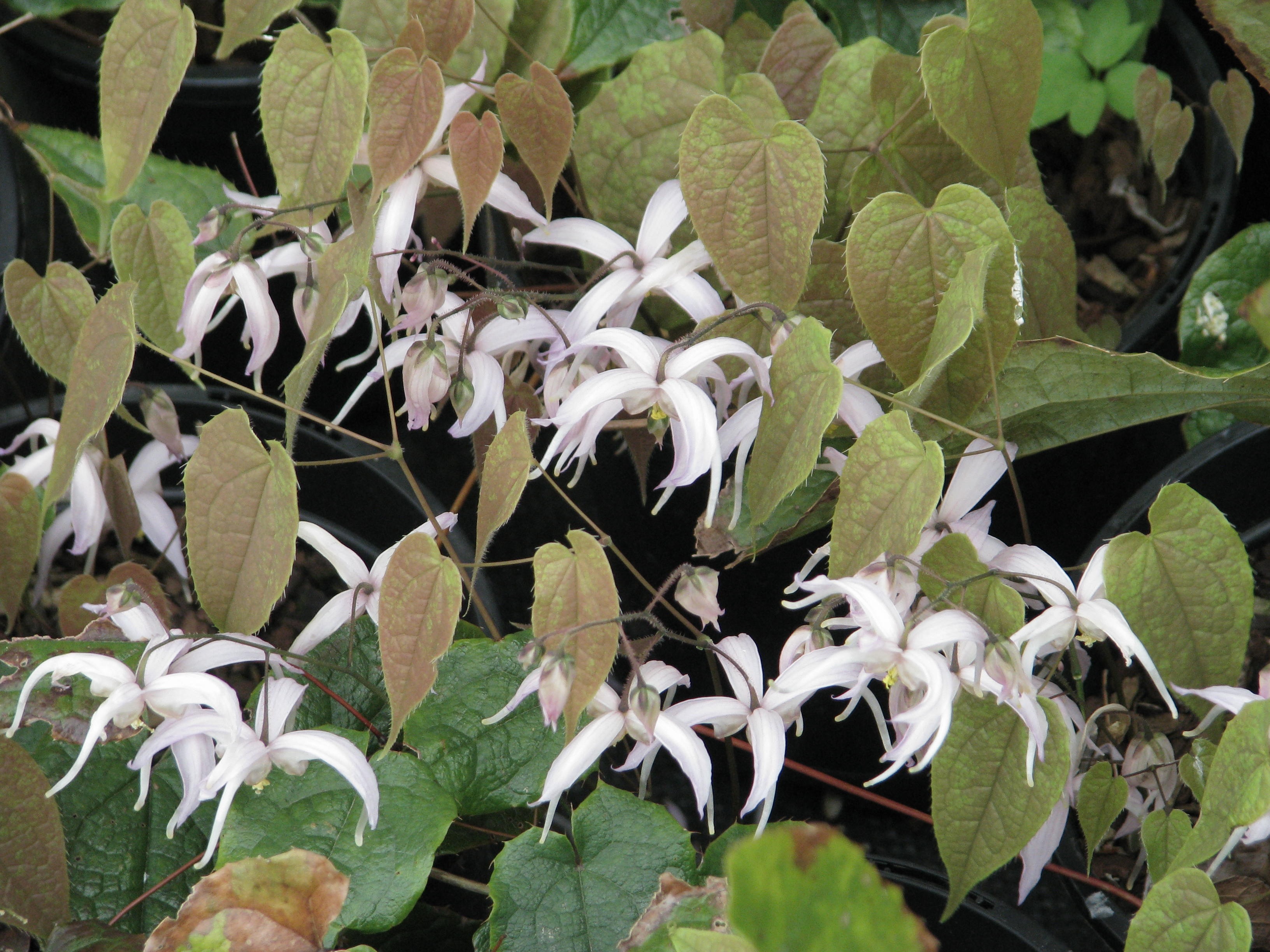
Epimedium leptorrhizum
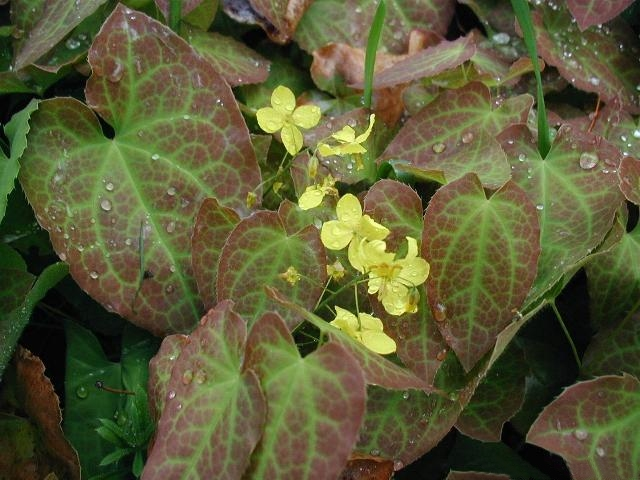
Epimedium pinnatum
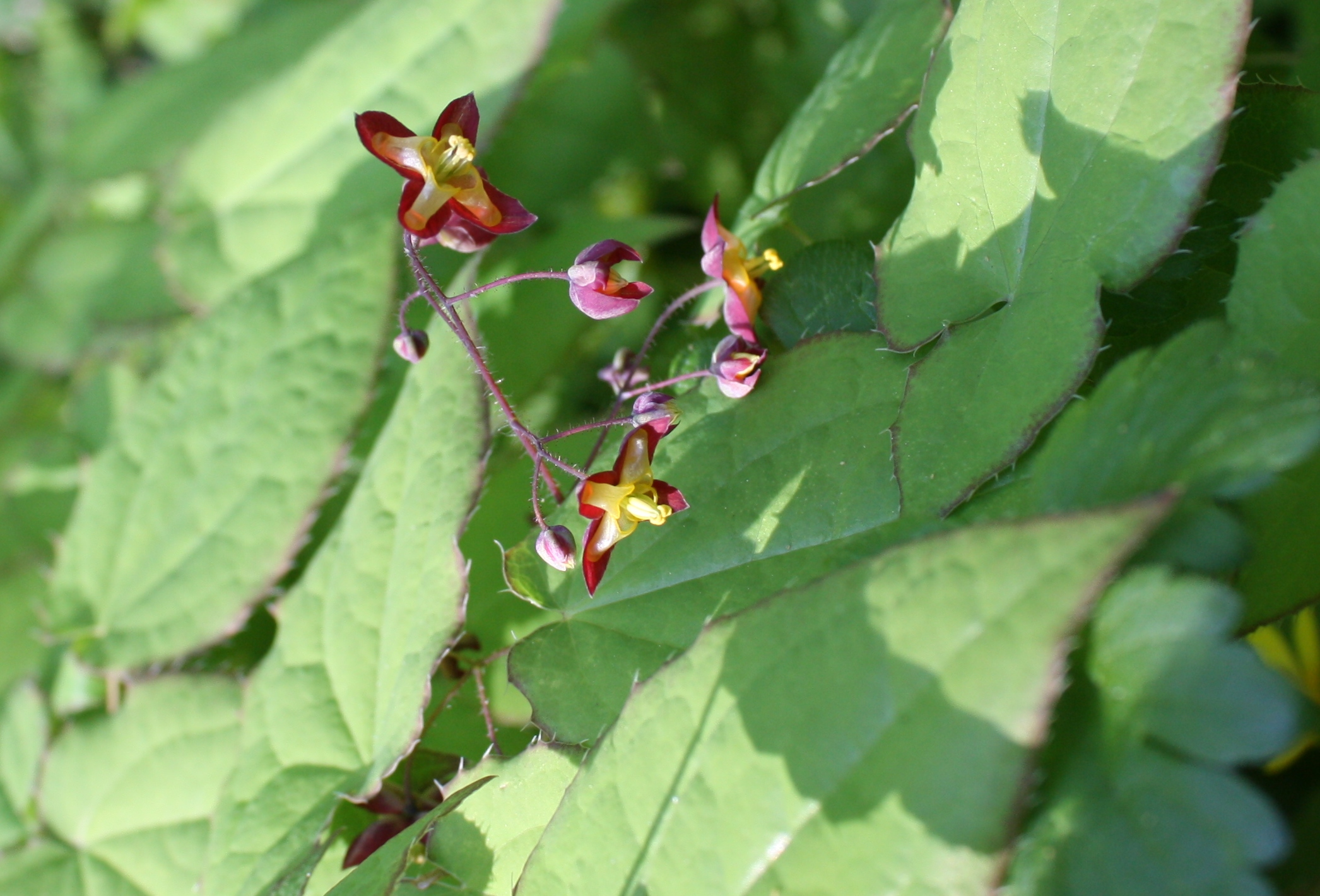
Epimedium cf. alpinum
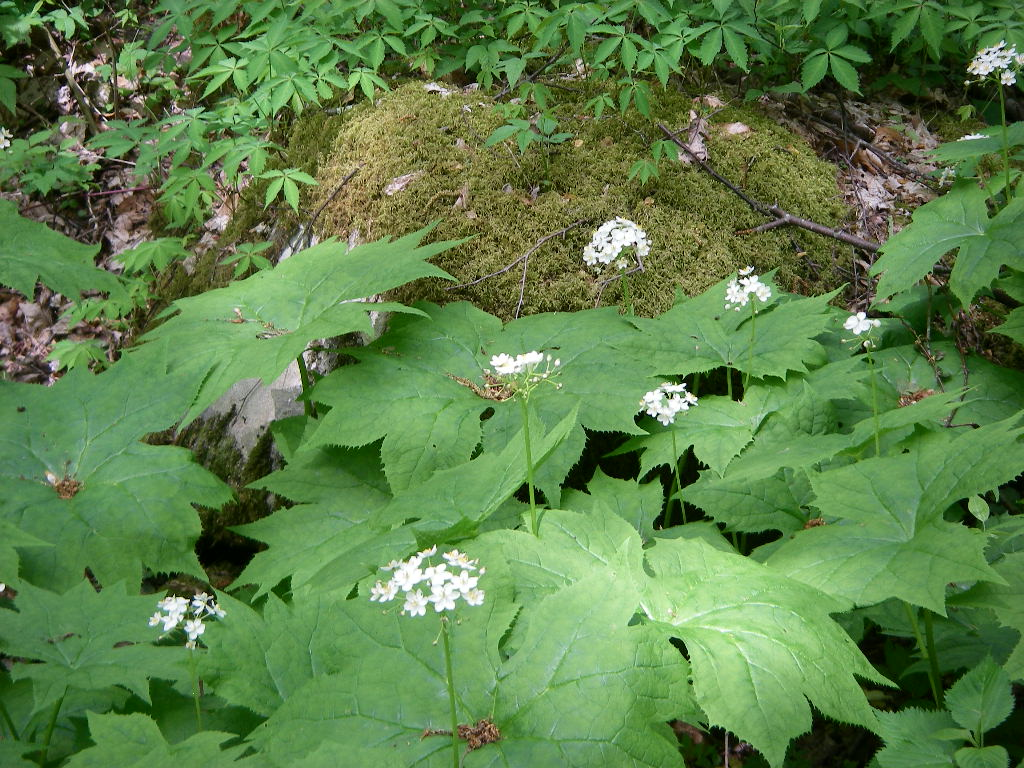
Diphylleia cymosa
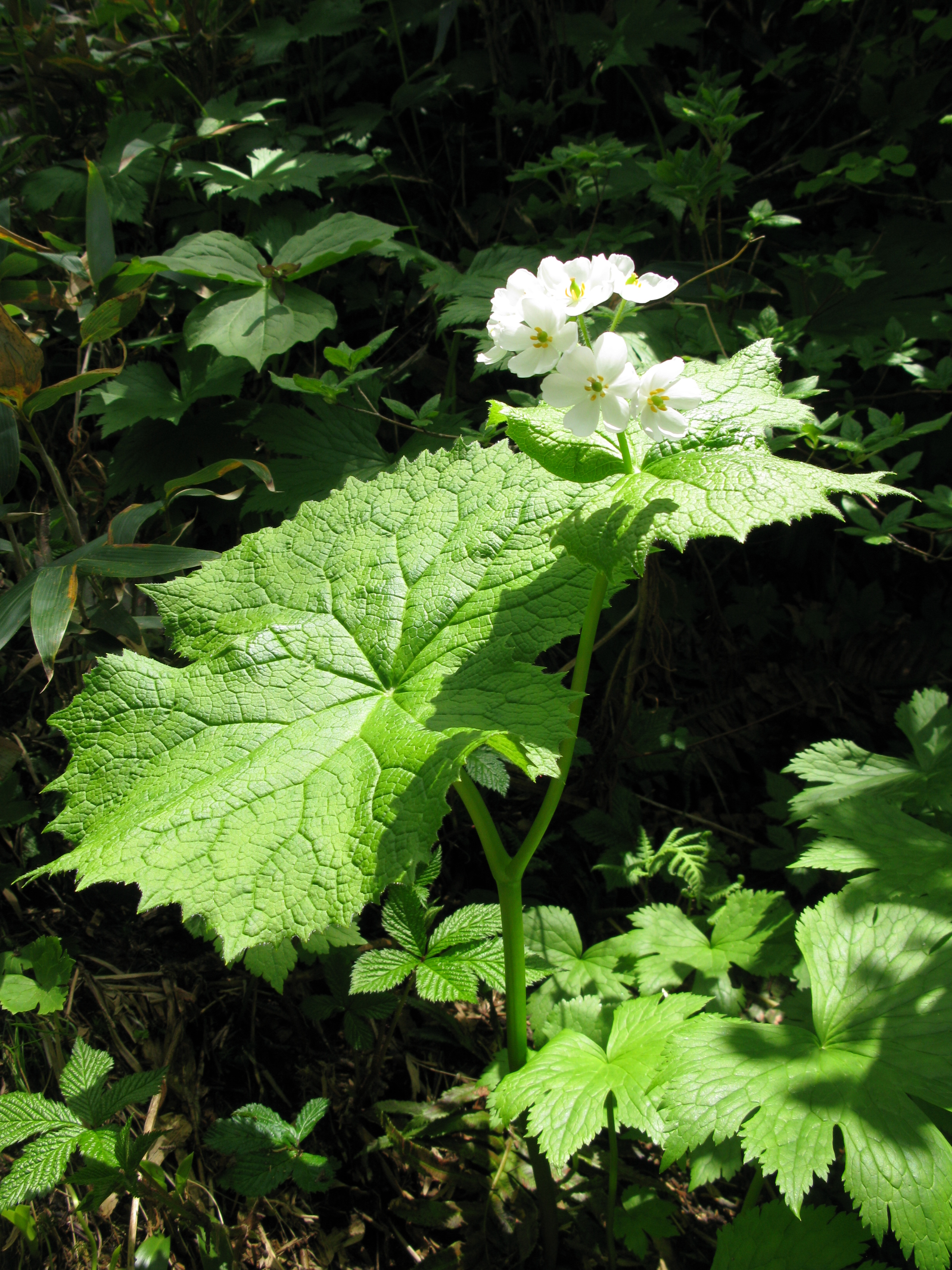
Diphylleia grayi
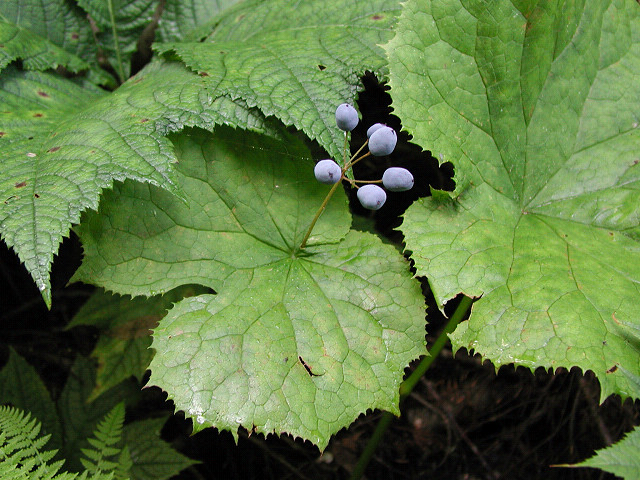
Diphylleia grayi
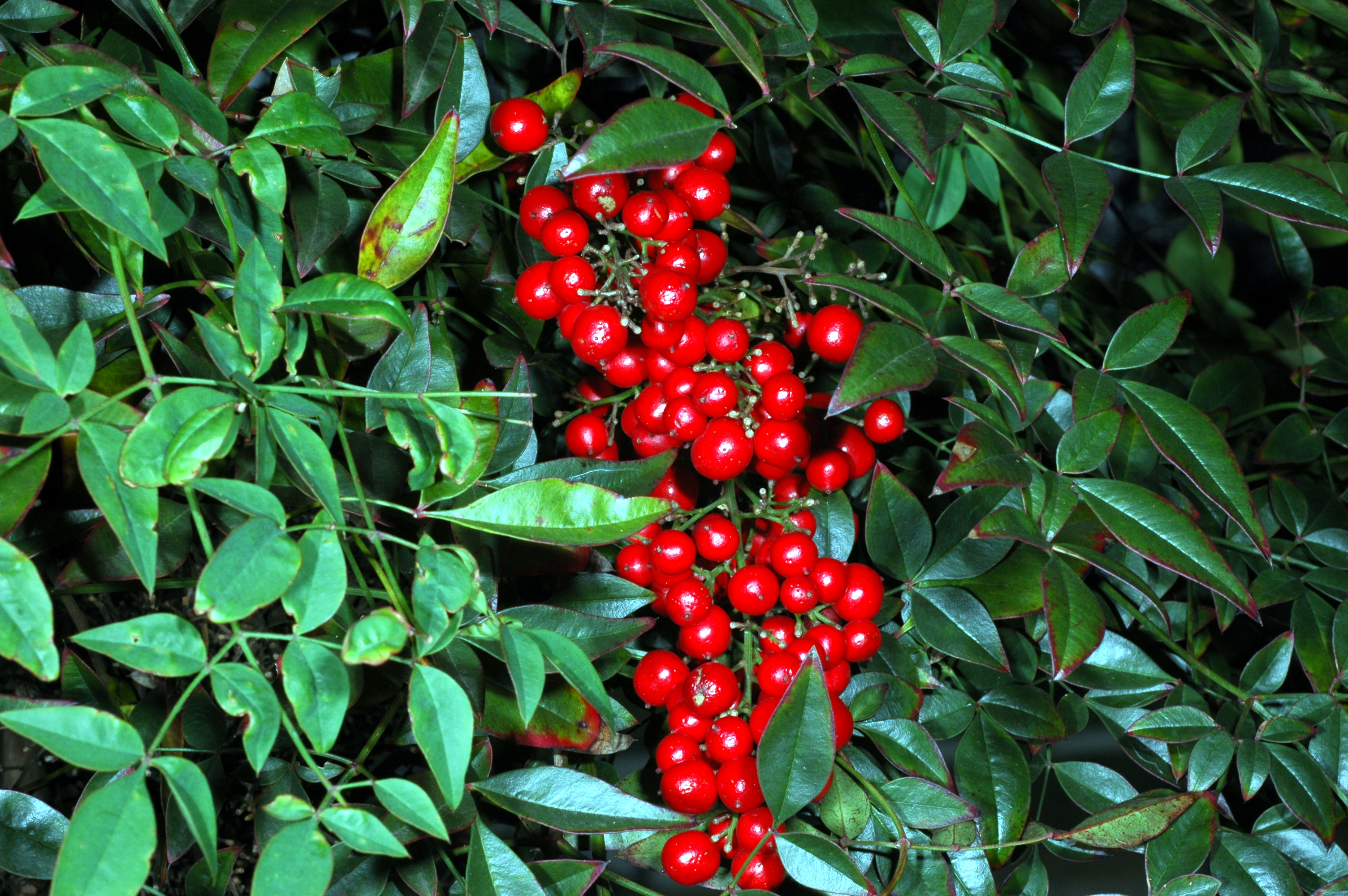
Nandina domestica
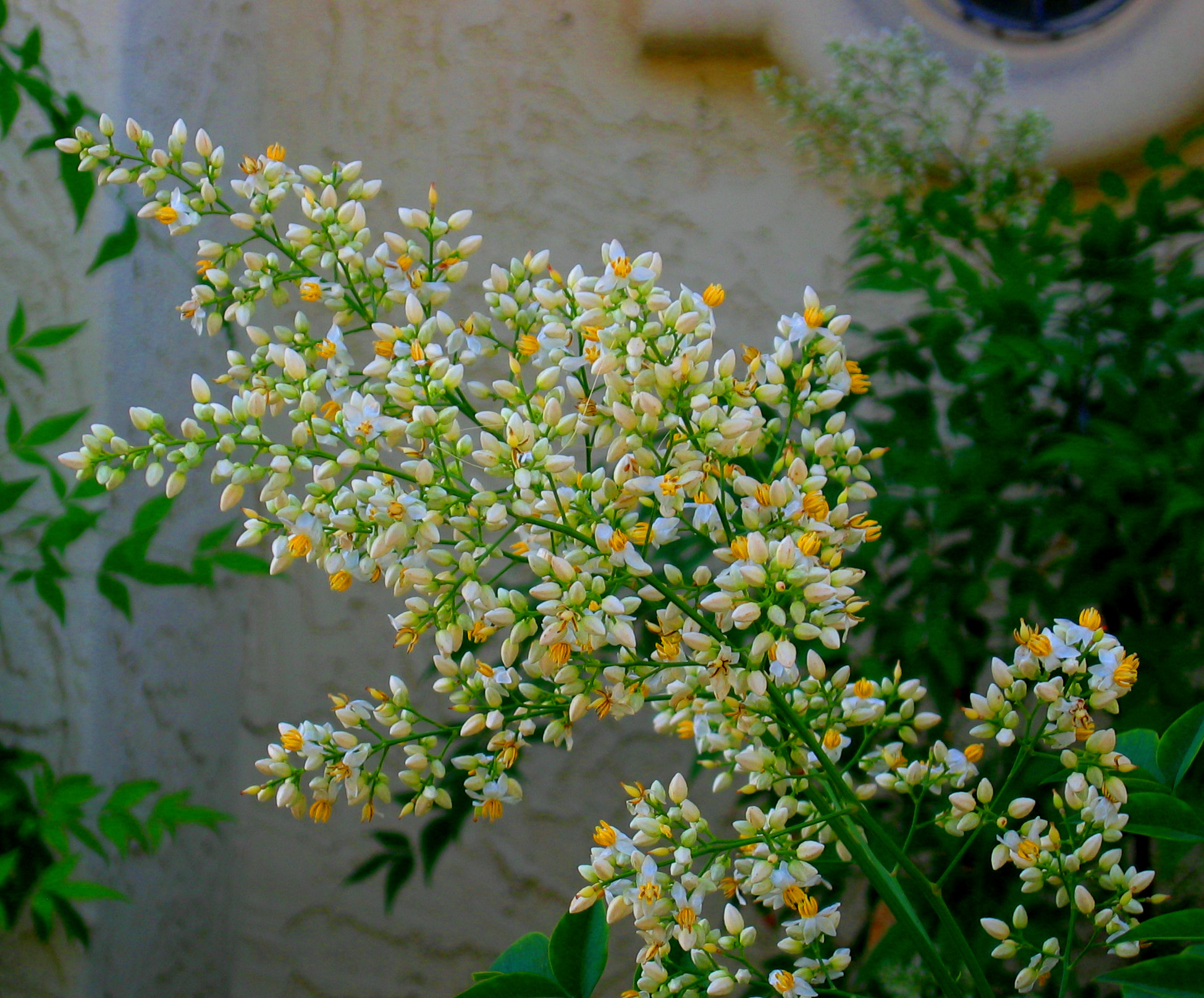
Nandia domestica
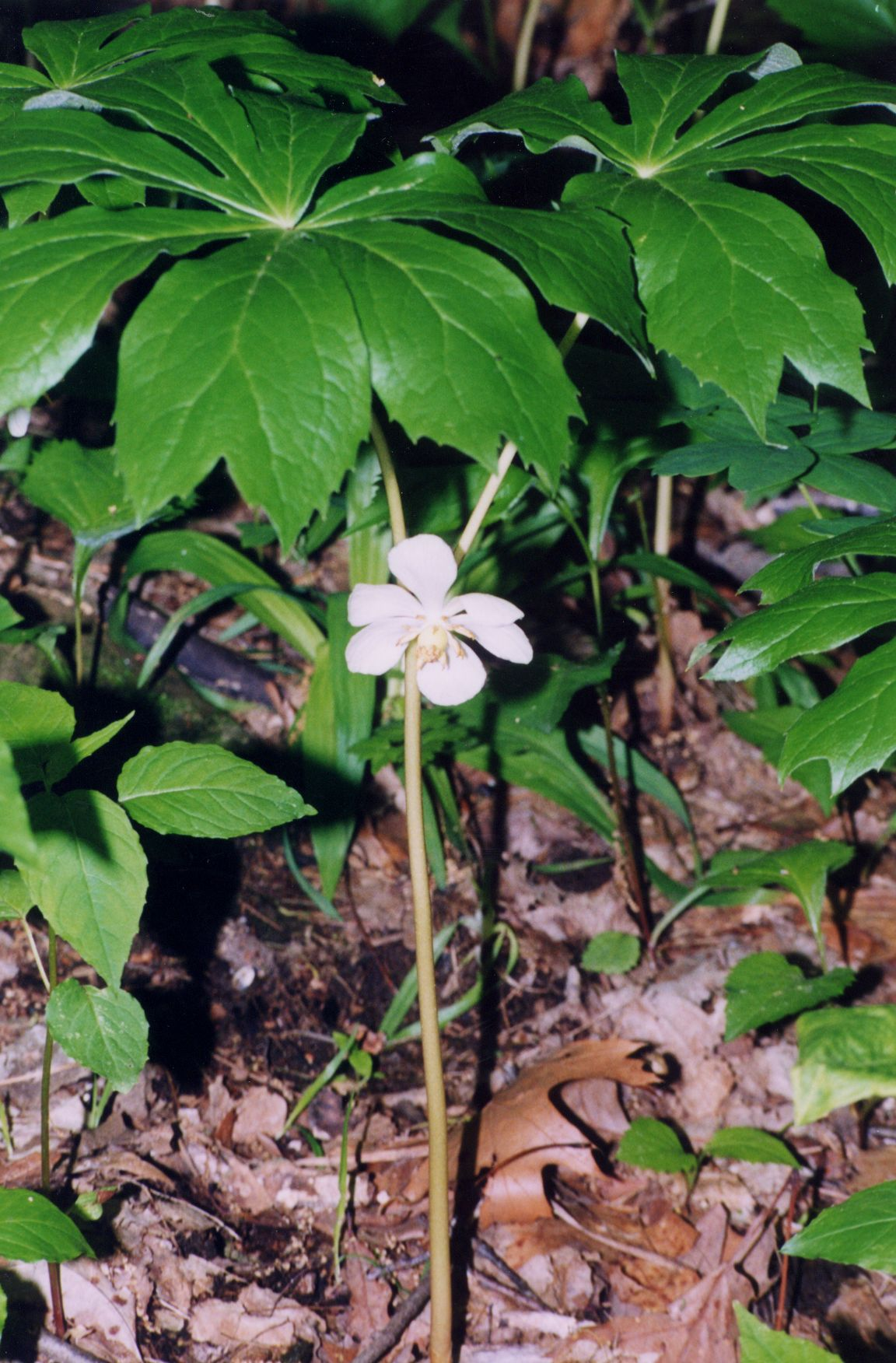
Podophyllum peltatum
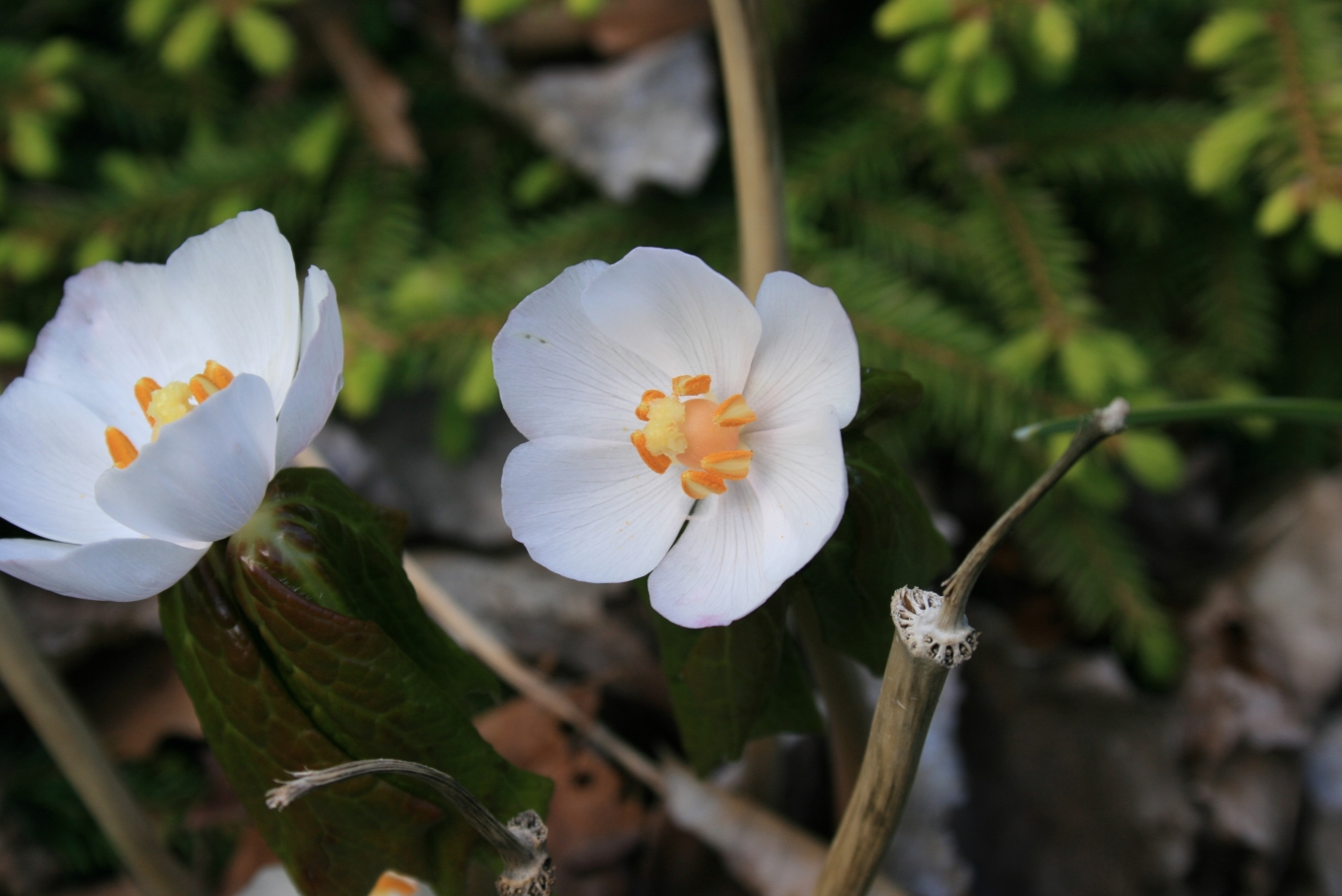
Podophyllum peltatum
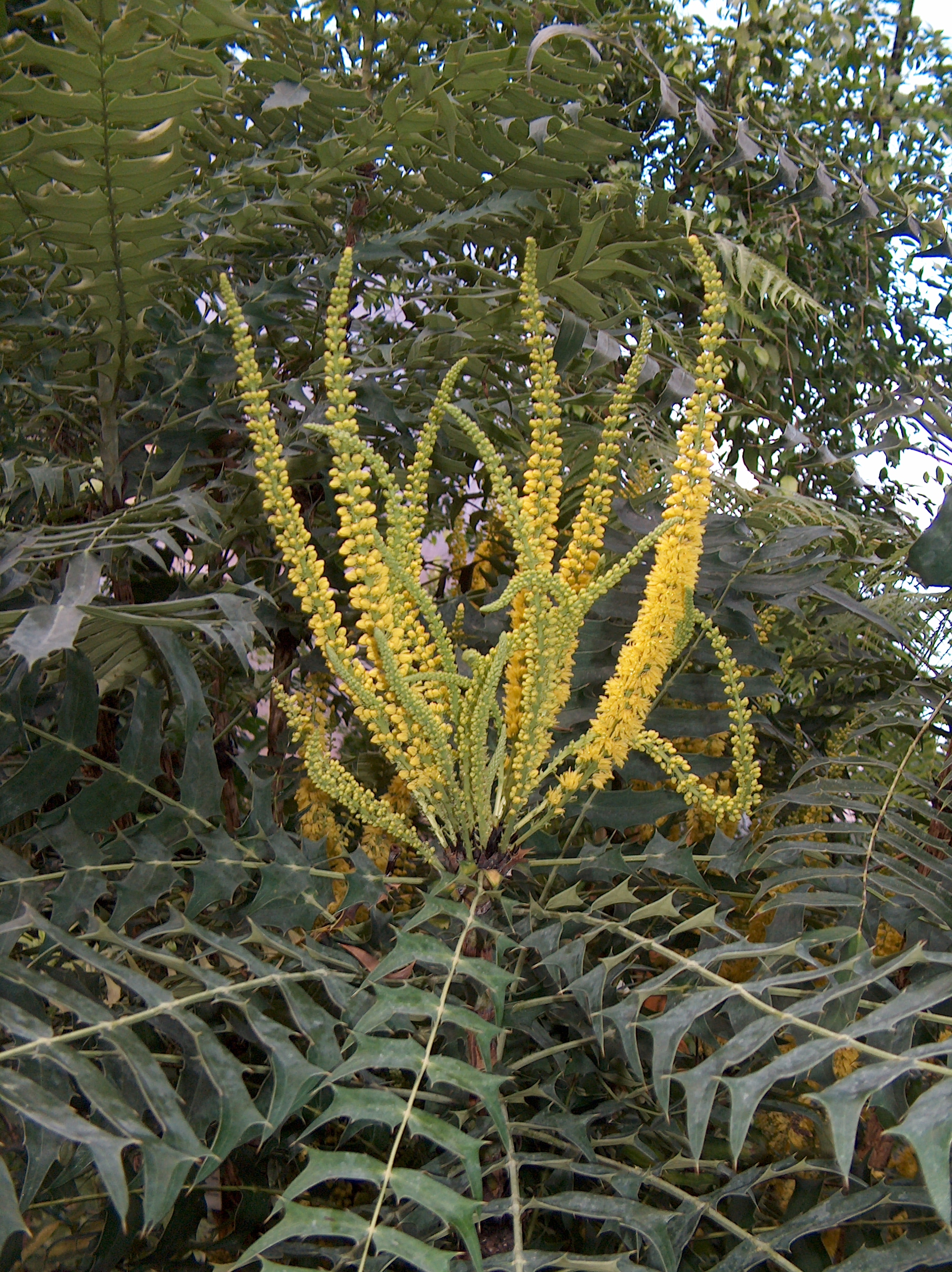
Mahonia lomariifolia
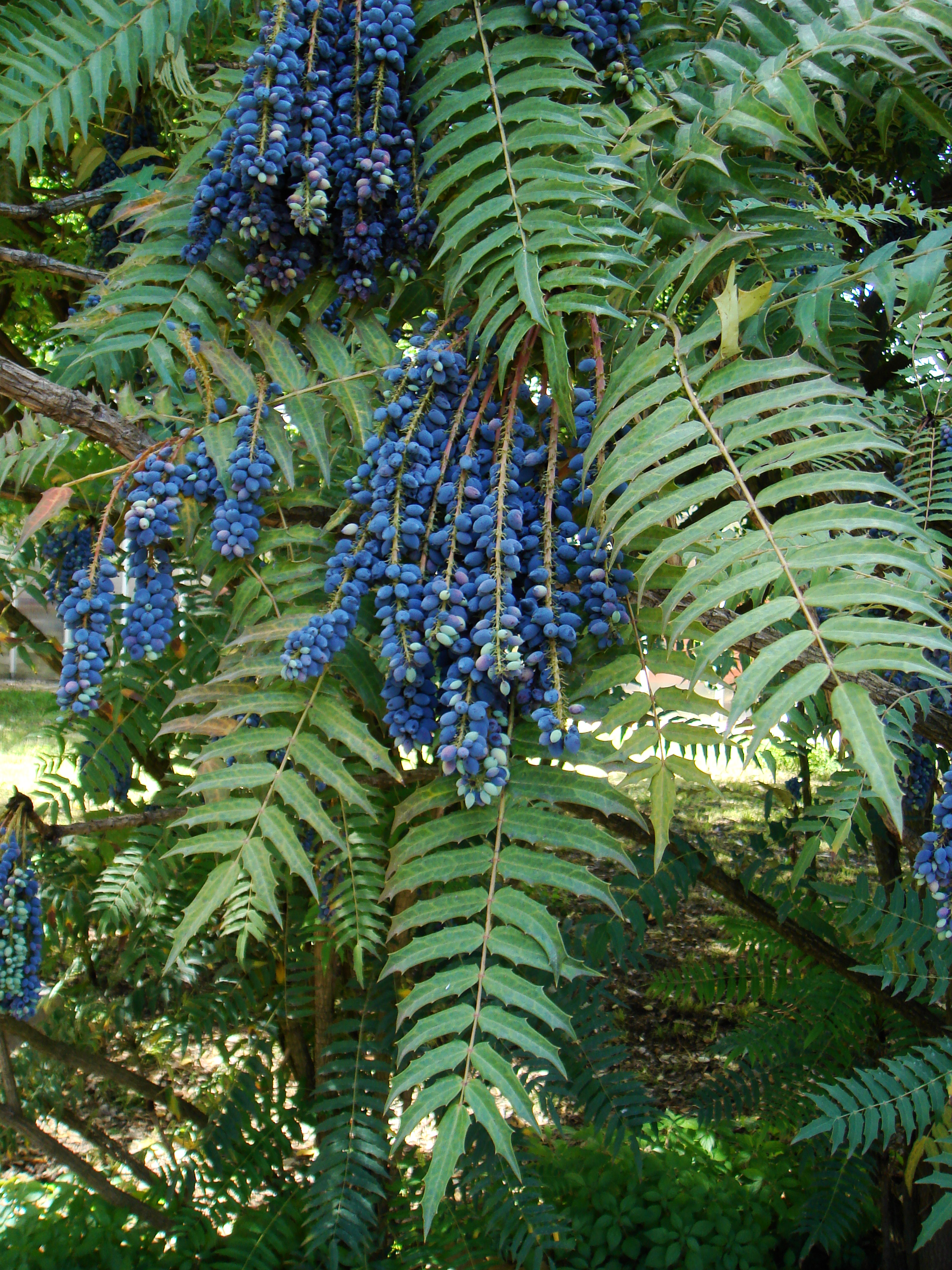
Mahonia lomariifolia
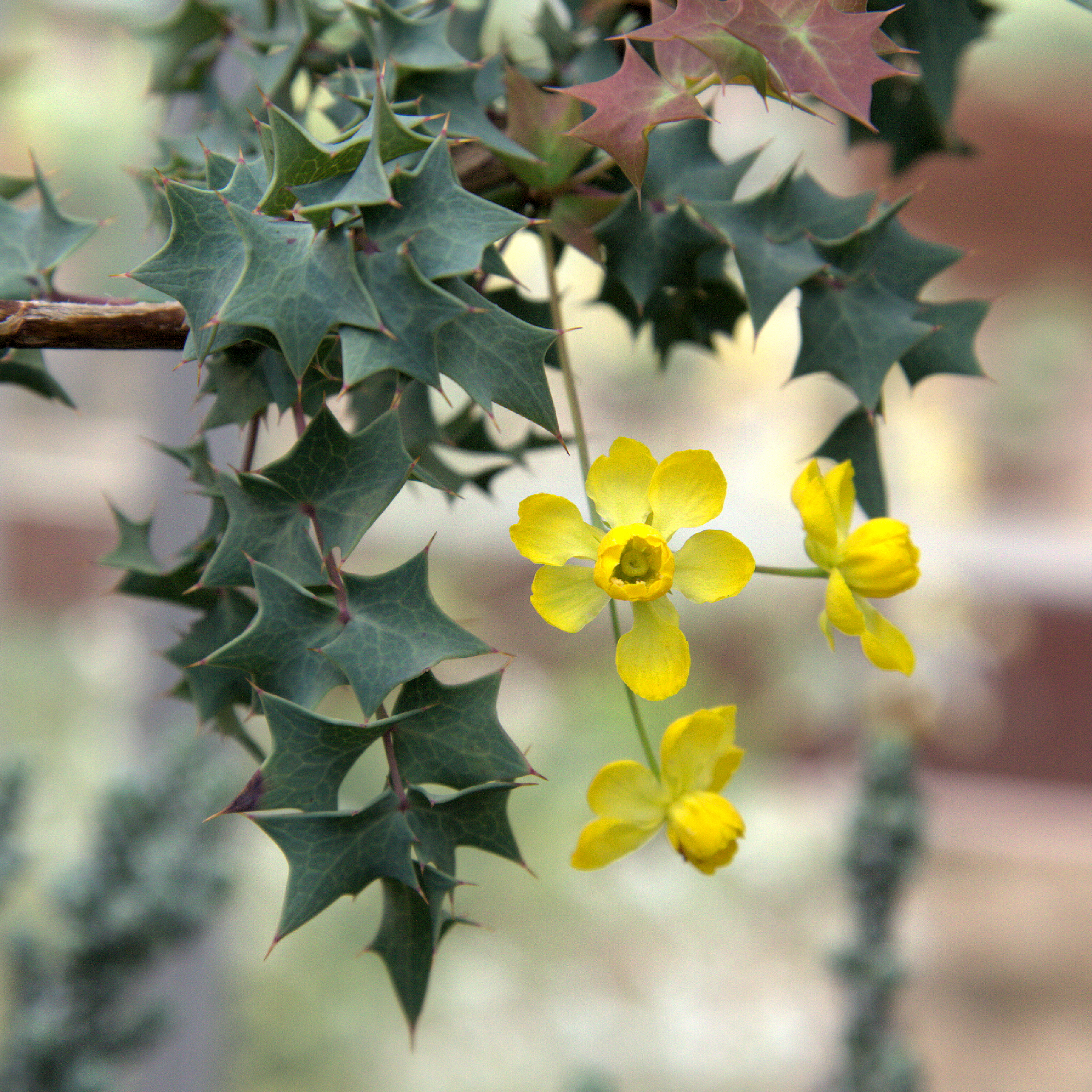
Mahonia fremontii